# Villeneuve-Lécussan
Villeneuve-Lécussan är en kommun i departementet Haute-Garonne i regionen Occitanien i södra Frankrike. Kommunen ligger i kantonen Montréjeau som tillhör arrondissementet Saint-Gaudens. År 2022 hade Villeneuve-Lécussan 570 invånare.

## Befolkningsutveckling
Antalet invånare i kommunen Villeneuve-Lécussan
Referens:INSEE